# Аеродром Капино поље
Аеродром Никшић (IATA: LYNK) је спортски аеродром који се налази у близини Никшића, Црна Гора.
Аеродром са кратком травнатом полетно-слетном стазом је изграђен за време Краљевине Југославије. Дана 14. априла 1941. године, југословенски краљ Петар II је са овог аеродрома напустио земљу, избегавши да га заробе Силе Осовине. Септембра 1948. овај аеродром је одиграо малу улогу у арапско-израелском рату 1948. године, јер је кроз њега прошло првих 6 спитфајера које је Чехословачка послала Израелу. За време СФРЈ, аеродром је био значајан центар обуке падобранаца .
Након распада Југославије, аеродром је слабо коришћен, служећи углавном као полетно-слетна стаза за једрилице локалног ваздухопловног клуба. Након што је аеродром изабран да буде домаћин ФАИ Светског првенства у падобранству 2010, његова полетно-слетна стаза је асфалтирана, и њена дужина је повећана на 1.450 м. Овом најновијом надоградњом очекује се да аеродром добије статус међународног аеродрома, како би могао да задовољи потребе опште авијације.